# Petachja
Petachja (hebrejsky פְּתַחְיָה, v oficiálním přepisu do angličtiny Petahya) je vesnice typu mošav v Izraeli, v Centrálním distriktu, v Oblastní radě Gezer.

## Geografie
Leží v nadmořské výšce 102 metrů na pomezí hustě osídlené a zemědělsky intenzivně využívané pobřežní nížiny a regionu Šefela, na jihovýchodním okraji aglomerace Tel Avivu.
Obec se nachází 20 kilometrů od břehu Středozemního moře, cca 25 kilometrů jihovýchodně od centra Tel Avivu a cca 34 kilometrů severozápadně od historického jádra Jeruzalému. Petachji obývají Židé, přičemž osídlení v tomto regionu je etnicky převážně židovské.
Petachja je na dopravní síť napojena pomocí místní silnice číslo 4243, jež ústí do dálnice číslo 44 probíhající podél východního okraje obce. Západně od mošavu probíhá také dálnice číslo 6 a paralelně s ní i železniční trať z Lodu do Beerševy.

## Dějiny
Petachja byla založena v roce 1951. Zakladateli mošavu byla skupina Židů z Tuniska, ke kterým se později připojili Židé původem z Alžírska a Indie. Na vzniku osady se podíleli členové mládežnického hnutí ha-No'ar ha-cijoni.
Místní ekonomika je založena na zemědělství, převážně pěstování vinné révy. Část obyvatel za prací dojíždí mimo obec. Ve vesnici funguje společenské centrum.

## Demografie
Podle údajů z roku 2014 tvořili naprostou většinu obyvatel v Petachji Židé (včetně statistické kategorie "ostatní", která zahrnuje nearabské obyvatele židovského původu ale bez formální příslušnosti k židovskému náboženství).
Jde o menší obec vesnického typu s dlouhodobě rostoucí populací. K 31. prosinci 2014 zde žilo 866 lidí. Během roku 2014 populace stoupla o 2,9 %.
| Rok            | 1961 | 1972 | 1983 | 1995 | 2001 | 2003 | 2004 | 2005 | 2006 | 2007 | 2008 | 2009 | 2010 | 2011 | 2012 | 2013 | 2014 |
| -------------- | ---- | ---- | ---- | ---- | ---- | ---- | ---- | ---- | ---- | ---- | ---- | ---- | ---- | ---- | ---- | ---- | ---- |
| Počet obyvatel | 439  | 448  | 432  | 582  | 668  | 692  | 689  | 706  | 729  | 766  | 786  | 746  | 755  | 777  | 801  | 842  | 866  |